# Niskajärvi (sjö i Kymmenedalen)
Niskajärvi är en sjö i Finland. Den ligger i kommunen Kouvola i landskapet Kymmenedalen, i den södra delen av landet, 140 km nordost om huvudstaden Helsingfors. Niskajärvi ligger 73,1 meter över havet. Den är 31,56 meter djup. Arean är 12,02 kvadratkilometer och strandlinjen är 63,39 kilometer lång. Sjön  ingår i Kymmene älvs huvudavrinningsområde.   I omgivningarna runt Niskajärvi växer i huvudsak blandskog. Den sträcker sig 9,2 kilometer i nord-sydlig riktning, och 4,7 kilometer i öst-västlig riktning.
I övrigt finns följande i Niskajärvi:
- Honkasaari (en ö)
- Haapasaari (en ö)
- Aittosaari (en ö)
- Raatosaari (en ö)
- Muurahaissaari (en ö)
- Saunasaari (en ö)
- Tervasaari (en ö)
- Vähä-Jolkko (en ö)
- Iso-Jolkko (en ö)
- Raadonsaari (en ö)
- Hyönänkari (en ö)
- Hyönänsaari (en ö)
- Lehtisaari (en ö)
- Jarkko (en ö)
- Kissasaari (en ö)
- Nuotsaari (en ö)
- Koirasaari (en ö)
- Ryötinsaari (en ö)
- Kimosensaari (en ö)

I övrigt finns följande vid Niskajärvi:
- Suolajärvi (en sjö)